# Осадчук Роман Петрович
Рома́н Петро́вич Осадчу́к (нар. 22 травня 1967, м. Одеса, Україна) — український перекладач і літературознавець. Перекладає з французької, іспанської, італійської, провансальської, англійської, німецької мов. Кандидат філологічних наук. Член НСПУ. Лауреат премії Сковороди 2004 року.

## Біографія
Народився 22 травня 1967 року в Одесі. Батько — Петро Осадчук, український поет і громадський діяч, мати — радіоінженер. З 1974 до 1976 року Роман навчався в київській середній школі № 92 імені Івана Франка (колишня колегія Павла Ґалаґана). Вивчав англійську мову, рівень викладання якої був дуже високий. Після пожежі школи у 1976 році він перейшов у середню школу № 117 імені Лесі Українки, де також вивчав англійську. 1984 року вступив на факультет романо-германської філології Київського університету імені Тараса Шевченка, здобув диплом у 1989-му. 1992 року захистив кандидатську дисертацію з перекладознавства (керівник Чередниченко Олександр Іванович). З 1993 до 1997 року працював викладачем французької та теорії й практики перекладу в Київському університеті. У 1992—1993 роках пройшов стажування в Університеті Поля Верлена (Мец, Франція). У 1994 році на запрошення французького уряду пройшов стажування в Центрі CAVILAM (Віші) при університеті Клермон-Феррана. У 1997 році стажувався в Гранадському університеті (Іспанія). 2003 року одержав ступінь магістра бібліотечних та інформаційних наук Берлінського університету. Працював у книговидавничій сфері. З 2007 по 2009 рік — науковий співробітник Державної бібліотеки в Берліні. Працює вільним перекладачем.
Роман Осадчук публікує свої переклади з 1989 року (переклади Іва Бруссара в квартальному часописі Поезія). Переклав українською твори Артюра Рембо, Поля Валері, Рене Шара, Альбера Камю, Жульєна Ґрака, Клода Сімона, Франсіса Понжа, Іва Бруссара, Франсуази Малле-Жоріс, Бориса Віана, Марґеріт Дюрас, Октавіо Паса, Ганса Карла Артманна, Томаса Манна, Ґеорґа Геґеля, Карла Ясперса, Анрі Бергсона, Такаші Аріми та ін.
Переклади публікував у журналах «Всесвіт», «Світо-Вид», «Кур'єр Кривбасу». Переклад вибраних творів Клода Сімона, опублікованих у серії «Нобелівські лауреати» видавництва «Юніверс» відзначений премією Сковороди (2004 р.) за найкращий переклад з французької на українську.

### Поезія
- Форми життя // Літературна Україна, 27 травня 2004 року, № 20 Фрагмент Онлайн

### Літературознавчі статті
- Поетична ріка Рене Шара // Всесвіт 3-4, 1993, с. 119.
- Ландшафти пам'яти на перехрестях слів або тема часу та поетика опису Клода Сімона / Клод Сімон, Вибрані твори, Юніверс, Київ, 2002, с. 5-12. ISBN 966-7305-73-2
- Стаття «Клод Сімон» // Зарубіжні письменники. Енциклопедичний довідник, упор. Борис Щавурський, Том 2. Л-Я, Тернопіль: Богдан, 2006. ISBN 966-692-744-6
- Анрі Берґсон і література // Анрі Берґсон: Творча еволюція. Переклад з французької Р. Осадчука. — Київ: Видавництво Жупанського, 2010. — с. 295—302.
- «Сповідь авантюриста Фелікса Круля» як роман-парадокс // Томас Манн «Сповідь авантюриста Фелікса Круля», Київ: Видавництво Жупанського, 2011, с. 330—339.
- Роман «Смерть у кредит»: брутальність буття та феєрія ефемерного // Смерть у кредит, роман. Пер. з фр. Р. Осадчука; Післямова Р. Осадчука. — Київ: Видавництво Жупанського, 2015. — с. 549—554.
- У пошуках втраченого дитинства. Рефлексії над романом В. Ґ. Зебальда «Аустерліц» // В. Ґ. Зебальд. Аустерліц. Пер. з німецької Роман Осадчук. — Київ: Комубук, 2020. — с. 321—335.
- Двійники Антонена Арто // Антонен Арто. «Геліоґабал та інші тексти». Переклад з французької Романа Осадчука. — Київ: видавництво Жупанського, 2022, 208 с.

### Переклади з французької

Обкладинка видання Ж. Перека «Людина, що спить»

- Володимир Косик «Україна й Німеччина в Другій світовій війні» (Львів: НТШ, 1993). (перше видання опубліковане у США).
- Рене Шар «Слово-архіпелаг» (Харків: Фоліо, 1994) (переклад частини антології).
- Артюр Рембо «П'яний корабель» (Київ: Дніпро, 1995) (у співпраці з іншими перекладачами)
- Борис Віан, Стажер // Борис Віан, Твори, Харків: Фоліо, 1996.
- Альбер Камю, Листи до німецького друга, Спід і лице, статті про театр: Чому я клопочуся театром, Копо — єдиний майстер // Альбер Камю, Твори в 3 томах, т. 3, Харків: Фоліо, 1997. — 623 с. ISBN 966-03-0061-1
- Клод Сімон «Вибрані твори» (Київ: Юніверс, 2002) (Серія: Лауреати Нобелівської премії з літератури).
- Марґеріт Дюрас «Коханець» (Київ: А-БА-БА-ГА-ЛА-МА-ГА, 2009)
- Анрі Бергсон «Творча еволюція», Київ: Видавництво Жупанського, 2010. (Серія: Лауреати Нобелівської премії з літератури).
- Луї-Фердінан Селін «Смерть у кредит», роман. Пер. з фр. Р. Осадчука; Післямова Р. Осадчука. — Київ: Видавництво Жупанського, 2015. — 560 с. (Серія «Майстри світової прози»)
- Шарль Бодлер. Паризький сплін. Вальтер Беньямін. Есе. / Пер. з фр. і нім. Роман Осадчук — Київ: Комубук, 2017. — 368 с. ISBN 978-617-7438-06-8
- Антонен Арто. «Театр і його Двійник». Переклад з французької Романа Осадчука. Післямова Тетяни Огаркової — Київ: видавництво Жупанського, 2021, 280 с. ISBN 978-617-7585-36-6
- Антонен Арто. «Геліоґабал та інші тексти». Переклад з французької Романа Осадчука. Післямова Романа Осадчука — Київ: видавництво Жупанського, 2022, 208 с.
- Андре Жід. Іммораліст. / пер. з фр. Романа Осадчука. — Київ: Комубук, 2022. – 176 с.
- Жорж Перек. Речі. Людина, що спить / пер. з фр. Романа Осадчука. — Київ: Комубук, 2022. — 224 с.

### Переклади з німецької
- Ганс Карл Артманн, поезії, в кн. «Двадцять австрійських поетів XX сторіччя», вид. Юніверс, Київ, 1998 — с. 149—157
- Альберт Еренштайн, поезії, в кн. «Двадцять австрійських поетів XX сторіччя», вид. Юніверс, Київ, 1998 — с. 73-77
- Ґеорґ В. Ф. Геґель «Основи філософії права або природне право і державознавство», Київ: Юніверс, 2000) (переклад в співарторстві з М. Кушніром)
- Карл Ясперс «Психологія світоглядів» (у співавторстві з Олександром Кислюком), Київ: видавництво Юніверс, 2009
- Томас Манн «Зачарована гора», Київ: вид. Юніверс, 2009 (Серія: Лауреати Нобелівської премії з літератури).
- Томас Манн «Сповідь авантюриста Фелікса Круля», Київ: Видавництво Жупанського, 2011. (Серія: Лауреати Нобелівської премії з літератури).
- Шарль Бодлер. Паризький сплін. Вальтер Беньямін. Есе. / Пер. з фр. і нім. Роман Осадчук — Київ: Комубук, 2017. — 368 с. ISBN 978-617-7438-06-8
- Ернст Юнґер. «Скляні бджоли». — Київ: Видавництво Жупанського, 2017. С. 152. ISBN 978-966-2355-86-4
- Себастіан Гаффнер. Гітлер. Примітки до біографії. — Київ: Видавництво Жупанського, 2018. ISBN 978-617-7585-00-7
- Себастіан Гаффнер. Черчілль. Біографія. — Київ: Видавництво Жупанського, 2019. ISBN 978-7585-06-9
- Зигмунд Фройд. Історії хвороб: Дора. Шребер. Чоловік-щур — Київ: Комубук, 2019.
- Альфред Деблін. Берлін Александерплац / пер. з нім. Роман Осадчук. — К. : Видавництво Жупанського, 2019. — 568 с. — ISBN 978-617-7585-13-7.
- В. Ґ. Зебальд. Аустерліц. Пер. з німецької Роман Осадчук. — Київ: Комубук, 2020[2]
- Ганс-Мартін Ломанн. Зіґмунд Фройд. Біографія. Пер. з нім. Роман Осадчук. — Київ: Видавництво Жупанського, 2020. — 168 с.[3]
- В. Ґ. Зебальд. Кільця Сатурна. Пер. з німецької Роман Осадчук. — Київ: Комубук, 2021[4]
- В. Ґ. Зебальд. Повітряна війна і література. Пер. з німецької Роман Осадчук. — Київ: IST Publishing, 2023[5]
- Гаральд Гаарманн. Індоєвропейці. Походження. Мови. Культури. Пер. з німецької Роман Осадчук. – Київ: Комубук, 2023[6].
- Ернст Юнґер. «Наближення. Наркотики і сп'яніння». Переклад з німецької: Роман Осадчук. Київ: Видавництво Жупанського, 2023. 456 стор.[7]
- Ернст Юнґер. «Геліополіс». Роман. Переклад з німецької: Роман Осадчук. Київ: Видавництво Жупанського, 2025. (Майстри світової прози)[8].
- Ернст Юнґер. «Африканські ігри». Переклад з німецької: Роман Осадчук. Київ: Видавництво Жупанського, 2025. 170 стор. (Майстри світової прози) – анонс видавництва на 2025 рік[9].

### Вибрані журнальні публікації
- Франсуаза Малле-Жоріс. Нантакет. Повість. переклад Романа Осадчука // Всесвіт, 1990, № 1.
- Рене Шар, Поезії // Всесвіт 3-4, 1993, с. 109—113.
- Такаші Аріма, Шукаю кінчик нитки Аріадни // Світо-Вид, VI (№ 25), Київ-Нью Йорк, 1997., с. 63-67 (переклад з японської)
- Жульєн Ґрак, На вигаданих струнах повітря // Світо-Вид, І-II (№ 26-27), Київ-Нью Йорк, 1997.
- Октавіо Пас, Внутрішня зірка, поезії // «Кур'єр Кривбасу», № 131, жовтень 2000 р., с. 138—149.
- Луї-Фердінан Селін, Легенда про короля Кроґольда, фрагмент роману «Смерть у кредит», пер. з фр. Р. Осадчука // Кур'єр Кривбасу. № 281-282-283, Квітень — Травень — Червень, 2013
- Луї-Фердінан Селін, Пасаж Березіна, фрагмент роману «Смерть у кредит», пер. з фр. Р. Осадчука // Кур'єр Кривбасу. № 284-285-286, Липень — Серпень — Вересень, 2013